# کیورا کایتشن، شیلی
کیورا کایتشن، شیلی (به اسپانیایی: Curacautín) یک سکونتگاه مسکونی در شیلی است که در Malleco Province واقع شده‌است.

## خصوصیات
کیورا کایتشن ۱٬۶۶۴٫۰ کیلومترمربع مساحت و ۱۶٬۵۰۸ نفر جمعیت دارد و ۵۴۲ متر بالاتر از سطح دریا واقع شده‌است.